# پیترسون (آلاباما)
پیترسون (به انگلیسی: Peterson) یک منطقهٔ مسکونی در ایالات متحده آمریکا است که در شهرستان تاسکالوسا، آلاباما واقع شده‌است. پیترسون ۱۲۷٫۱ متر بالاتر از سطح دریا واقع شده‌است.